# La Messe basse
Ne doit pas être confondu avec Messe basse.
La Messe basse est une compagnie de création théâtrale et de production basée à Montréal et fondée en 2012 par Jérémie Boucher, Dany Boudreault et Maxime Carbonneau.

## Histoire
La Messe basse est une compagnie de création multidisciplinaire et de production théâtrale qui s’intéresse aux écritures nouvelles et aux sujets contemporains inusités. Elle produit notamment des spectacles avec des aspects numériques particulièrement intégrés comme Siri ou Dans le nuage,.
En 2012, année de sa fondation, Jérémie Boucher, diplômé de l’École nationale de théâtre du Canada en production et Maxime Carbonneau, diplômé du Conservatoire d’art dramatique de Montréal prennent à tous deux la direction générale de la compagnie. 
La direction artistique est, elle, assurée par Dany Boudreault, diplômé de l’École nationale de théâtre du Canada et Maxime Carbonneau.
En 2019 avec Aalaapi, la compagnie étend pour la première fois son champ d’activité en assurant la production d’un spectacle dont elle n’est pas à l’origine.  
La même année, la comédienne et autrice, Laurence Dauphinais rejoint la compagnie au titre d’artiste associée.
Basée à Montréal, la compagnie fait tourner ses spectacles au Canada mais aussi au Royaume-Uni, en France, en Allemagne et au Brésil. 
Plusieurs des créations de la compagnie sont publiées aux éditions Les Herbes rouges, Le Quartanier et Instant Scène. 

## Spectacles

### Créations
- 2021 : Dans le nuage de Maxime Carbonneau et Laurence Dauphinais. Mis en scène par Maxime Carbonneau et Laurence Dauphinais avec Robin-Joël Cool, Karine Gonthier-Hyndman, Leila Donabelle Kaze, Olivier Morin et Gabriel Szabo, présenté au Centre du Théâtre d’Aujourd’hui[1].
- 2020 : Corps célestes de Dany Boudreault. Mis en scène par Édith Patenaude avec Brett Donahue, Gabriel Favreau, Louise Laprade, Julie Le Breton et Évelyne Rompré, présenté au Centre du Théâtre d’Aujourd’hui[9].
- 2019 : Les Murailles d'Erika Soucy. Mis en scène par Maxime Carbonneau avec Philippe Cousineau, Éva Daigle, Jacques Girard, Gabriel Cloutier Tremblay et Erika Soucy, présenté au Théâtre Périscope de Québec[10]. La pièce est une adaptation du roman éponyme publié chez VLB Éditeur en 2016[11].
- 2017 : La Femme la plus dangereuse du Québec : d’après Josée Yvon de Dany Boudreault, Maxime Carbonneau et Sophie Cadieux. Mis en scène par Maxime Carbonneau avec Nathalie Claude, Philippe Cousineau et Ève Pressault présenté au Théâtre Denise-Pelletier de Montréal[12].
- 2016 : Siri de Maxime Carbonneau, Laurence Dauphinais et Siri. Mis en scène par Maxime Carbonneau avec Laurence Dauphinais et Siri, présenté au Festival TransAmériques[13].
- 2014 : Descendance de Dany Boudreault et Maxime Carbonneau. Mis en scène par Maxime Carbonneau avec Martin Faucher, Annette Garant, Rachel Graton, Raphaëlle Lalande, Julien Lemire et Louise Turcot, présenté au Centre du Théâtre d’Aujourd’hui[14].
- 2013 : (e), un genre d’épopée de Dany Boudreault. Mis en scène par Dany Boudreault avec Dany Boudreault, Robin-Joël Cool et Marie-Pier Labrecque, présenté au Centre du Théâtre d’Aujourd’hui[15].

### Productions déléguées
- Aalaapi, avec Ulivia Uviluk, Nancy Saunders et Angel Annanack est une pièce créée par le collectif Aalaapi, d’après un documentaire radiophonique de Magnéto réalisé par Marie-Laurence Rancourt et Daniel Capeille. La pièce qui évoque le paysage sonore du Nunavik est mise en scène par Laurence Dauphinais. Elle est présentée pour la première fois au Centre du Théâtre d'Aujourd'hui à Montréal en juin 2019[16].